# 天鵝座V1500

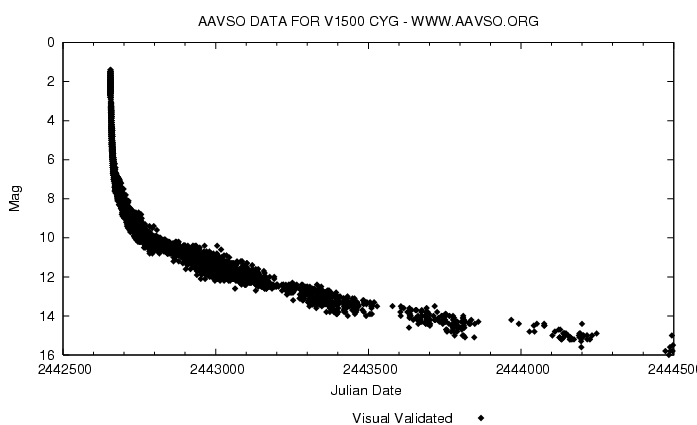
AAVSO的新星天鵝座1975的光變曲線。給出的日期是儒略日的日數。

天鵝座V1500或1975天鵝座新星是在1975年出現在天鵝座的一顆明亮新星。在20世紀發現的所有新星中，僅有1942年的船尾座CP亮度超過它，使它擁有20世紀中第二亮新星的頭銜。
1975年8月29日，日本栗崎的本田實（Minoru Honda）發現天鵝座V1500時，它的視星等高達3.0等。第二天，它變亮到1.7等，然後迅速黯淡下去。然後在3天內降低3等，在45天內總共降低7等。它是20世紀變光最快、光度變化最大的新星。在達到最大值後的680天，這顆恆星的亮度變暗至12.5等。

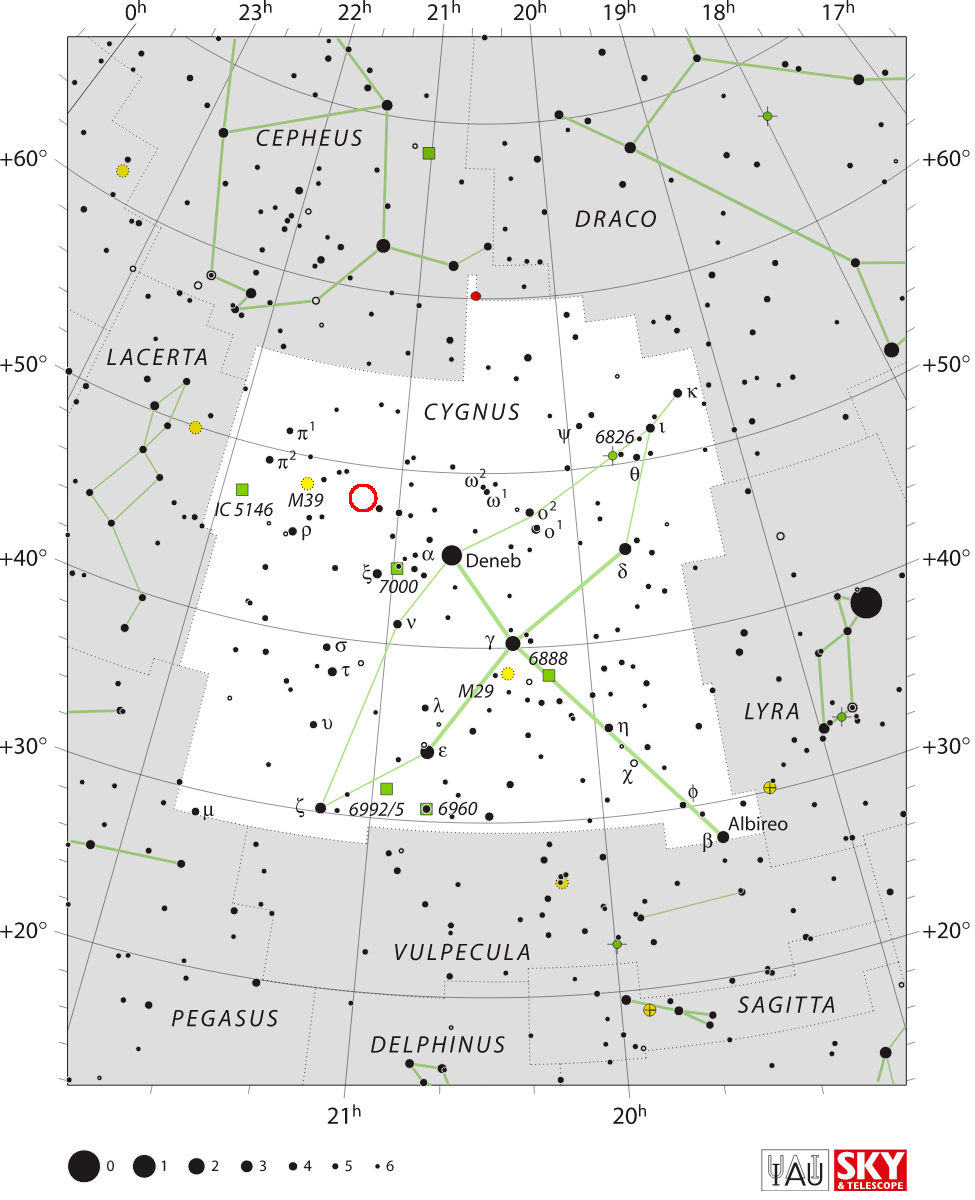
天鵝座V1500的位置（紅圈）。

它是一顆武仙座AM型變星，由紅矮星的伴星將物質流沉積到高度磁化的主星，白矮星上。天鵝座V1500的距離是由麥克唐納天文台於1977年計算得到的，為1,950秒差距（6,360光年）。此外，天鵝座V1500是第一顆被發現的同步偏振星。這種區別顯示白矮星的自旋週期與雙星軌道週期略有不同。

## 進階讀物
- Ferland GJ; Tomkin J; Woodman J. . Nature. 1976, 264 (5587): 627–9. Bibcode:1976Natur.264..627F. S2CID 4258059. doi:10.1038/264627a0.

## 外部連結
- . The International Variable Star Index.   [2008-09-09]. （原始内容存档于2022-09-13）.
- . .   [2005-08-12]. （原始内容存档于2006-01-08）.
- . American Association of Variable Star Observers.   [2010-08-29]. （原始内容存档于2022-09-13）.